# Rudoltice (Vrchotovy Janovice)
Rudoltice je malá vesnice, část městyse Vrchotovy Janovice v okrese Benešov. Nachází se asi 3 km na severovýchod od Vrchotových Janovic. V roce 2009 zde bylo evidováno 27 adres. Rudoltice leží v katastrálním území Rudoltice u Vrchotových Janovic o rozloze 3,74 km². V katastrálním území Rudoltice u Vrchotových Janovic leží i Hůrka.

## Historie
První písemná zmínka o vesnici pochází z roku 1318.
Za druhé světové války se ves stala součástí vojenského cvičiště Zbraní SS Benešov a její obyvatelé se museli 1. dubna 1944 vystěhovat.

## Přírodní poměry
Do jižního cípu katastrálního území Rudoltice u Vrchotových Janovic zasahuje ochranné pásmo přírodní památky Slavkov.

## Pamětihodnosti
Usedlost čp. 2 a socha sv. Jana Nepomuckého v areálu hospodářského dvora čp. 1 jsou kulturními památkami.